# Taxiphyllum serrulatum
Taxiphyllum serrulatum är en bladmossart som först beskrevs av Jules Cardot, och fick sitt nu gällande namn av Lin Shan-hsiung 1984. Taxiphyllum serrulatum ingår i släktet Taxiphyllum och familjen Hypnaceae. Inga underarter finns listade i Catalogue of Life.